# Uni.T
Uni.T (koreanisch 유니티, stilisierte Schreibweise UNI.T) war eine südkoreanische Girlgroup der dritten K-Pop-Generation, die 2018 gegründet wurde und bei The Unit Culture Industry Company unter Vertrag stand. Die Gruppe entstand in der Castingshow „The Unit: Idol Rebooting Project“ und war als temporäre Gruppe geplant. Uni.T debütierte offiziell am 18. Mai 2018 mit der EP Line. Der offizielle Fanclub-Name der Gruppe lautet: „WOO U“.

## Geschichte

### Entstehung
Uni.T entstand in der Castingshow „The Unit: Idol Rebooting Project“, die von Oktober 2017 bis Februar 2018 bei KBS2 ausgestrahlt wurde. Die Show wurde im Juli 2017 angekündigt und sollte Idols, die bereits debütiert hatten, die Chance geben ihre verborgenen Talente zu zeigen. 126 Teilnehmer kämpften darum am Ende Mitglied in einer neunköpfigen Boy- oder Girlgroup zu werden. In der Jury saßen San E, Hyuna, Hwang Chi-yeol, Rain, Lee Tae-min und Jo Hyun-ah.
Im Februar 2018 fand das Finale der Show statt und die Mitglieder der beiden Gruppen wurden bekannt gegeben. Mitglieder der Girlgroup Uni.T, die zu diesem Zeitpunkt noch Unit G hieß, waren Jiwon (Mitglied der 2017 aufgelösten Girlgroup Spica), Woohee (Dal Shabet), Yoonjo (Ex-Hello Venus), ZN (Laboum), NC.A, Euijin (Sonamoo), Yebin (DIA), Hyunjoo (Ex-April) und Suji (Ex-The Ark). Am 24. Februar wurde bekannt gegeben, dass die beiden Gruppen nicht mehr Unit B und Unit G heißen sollen, sondern UNB und UNI.T. Auf einem Fan-Treffen am 3. März wurden weitere Details über die Verträge der beiden Gruppen bekannt gemacht. So sollten beiden Gruppen für sieben Monate zusammen bleiben und während dieser Zeit nicht mit ihren eigentlichen Gruppen auftreten dürfen. Im Anschluss an diese sieben Monate folgt eine Phase von sechs Monaten, in der sie wieder zu ihren Gruppen oder Agenturen zurückkehren durfte, aber für insgesamt 35 Tage für Aktivitäten mit ihrer „Unit-Gruppe“ zur Verfügung stehen sollten.

### 2018: Debüt und letztes Comeback
Uni.T debütierte offiziell am 18. Mai mit der EP Line und der Single No More.
Am 15. August wurden erste Details zum Comeback der Gruppe bekannt gegeben. So hat die Gruppe für das neue Album mit dem südkoreanischen Produzenten Brave Brothers zusammen gearbeitet, der bereits Lieder für Gruppen wie Big Bang, AOA oder Brown Eyed Girls geschrieben hat. Am 18. September erschien Uni.Ts letztes Mini-Album Begin with the End zusammen mit der Single I Mean (난말야). ZN ist auf diesem Album nicht zu hören. Sie war bei den ursprünglichen Aufnahmen dabei und nahm auch an den Vorbereitungen für das Comeback teil. Allerdings verzögerte sich die Veröffentlichung von Begin with the End und es kam zu Terminproblemen, da ZN auch mit Laboum ein neues Album aufgenommen hatte. So kam es, dass sie bei Laboum blieb und Uni.T ohne sie weitermachte. Die von ZN eingesungenen Parts wurden von den verbliebenen Mitgliedern neu aufgenommen.
Am 12. Oktober trat die Gruppe zum letzten Mal bei Music Bank auf. Nach einem anschließend stattfindenden Fantreffen löste sich Uni.T endgültig auf.

## Mitglieder
| Bild (2018) | Name         | Geburtsname         | Geburtstag (Alter)     | Geburtsort | Position                                     |
| ----------- | ------------ | ------------------- | ---------------------- | ---------- | -------------------------------------------- |
| Woohee      | Woohee 우희  | Bae Woo-hee 배우희  | 21. November 1991 (33) | Busan      | Team leader Lead Vocal, Main Dance, Main Rap |
| Jiwon       | Jiwon 지원   | Yang Ji-won 양지원  | 5. April 1988 (36)     | Seoul      | Lead Vocal                                   |
| Yoonjo      | Yoonjo 윤조  | Shin Yoon-jo 신윤조 | 14. Dezember 1992 (32) | Seoul      | Vocal                                        |
| ZN          | ZN 지엔      | Bae Jin-ye 배진예   | 9. Juni 1994 (30)      | Bucheon    | Vocal, Lead Dance                            |
|             | NC.A 엔씨아  | Im So-eun 임소은    | 7. Oktober 1996 (28)   | Osan       | Main Vocal                                   |
|             | Euijin 의진  | Hong Eui-jin 홍의진 | 8. Oktober 1996 (28)   | Gwangju    | Lead Vocal, Main Dance                       |
|             | Yebin 예빈   | Baek Ye-bin 백예빈  | 13. Juli 1997 (27)     | Chuncheon  | Main Vocal                                   |
|             | Hyunjoo 현주 | Lee Hyun-joo 이현주 | 5. Februar 1998 (27)   | Seoul      | Vocal                                        |
|             | Suji 수지    | Lee Su-ji 이수지    | 20. März 1998 (26)     | Busan      | Vocal, Lead Dance, Lead Rap                  |

## Diskografie

### EPs
| Jahr | Titel Musiklabel                                 | Höchstplatzierung, Gesamtwochen, AuszeichnungChartsChartplatzierungen (Jahr, Titel, Musiklabel, Platzierungen, Wochen, Auszeichnungen, Anmerkungen) | Anmerkungen                              |
| Jahr | Titel Musiklabel                                 | KR | Anmerkungen                              |
| ---- | ------------------------------------------------ | --- | ---------------------------------------- |
| 2018 | Line All the Happy People, Kakao M               | KR3 (6 Wo.)KR | Erstveröffentlichung: 18. Mai 2018       |
| 2018 | Begin with the End All the Happy People, Kakao M | KR11 (6 Wo.)KR | Erstveröffentlichung: 18. September 2018 |

### Singles
| Jahr | Titel Album                        | Höchstplatzierung, Gesamtwochen, AuszeichnungChartsChartplatzierungen (Jahr, Titel, Album, Platzierungen, Wochen, Auszeichnungen, Anmerkungen) | Anmerkungen                              |
| Jahr | Titel Album                        | KR | Anmerkungen                              |
| ---- | ---------------------------------- | --- | ---------------------------------------- |
| 2018 | No More (넘어) Line                | — | Erstveröffentlichung: 18. Mai 2018       |
| 2018 | I Mean (난말야) Begin with the End | — | Erstveröffentlichung: 18. September 2018 |